# Лединек
Лединек (словен. Ledinek) — поселення в общині Света Ана, Подравський регіон‎, Словенія.